# Yuan Yanping
Dans ce nom chinois, le nom de famille, Yuan, précède le nom personnel Yanping.
Yuan Yanping, née le 4 avril 1976, est une judokate handisport chinoise, triple championne paralympique en + 70 kg.

## Jeunesse
Née à Dalian dans une famille d'ouvriers, elle naît avec une vue basse et débute le judo en 1990.

## Carrière
Alors qu'elle est en pleine préparation des Jeux parapanasiatiques de 1998, elle se brise une côte et doit subir une opération chirurgicale. En 2004, elle est presque complètement aveugle. Un an après avoir commencé le judo handisport, elle remporte les championnats du monde pour aveugles en France de 2006.
Lors de ses débuts internationaux, elle remporte l'or aux Jeux de Pékin en 2008. Aux Jeux paralympiques d'été de 2012 à Londres, elle conserve son titre de championne paralympique des plus de 70 kg en battant en finale la Turque Nazan Akin par ippon. Quatre ans plus tard, aux Jeux de 2016, elle bat toutes ses adversaires par ippon et remporte la médaille d'or des + 70 kg pour la troisième fois consécutive.
En 2014, elle remporte coup sur coup le titre mondial des + 70 kg et ainsi que l'or lors des Jeux parapanasiatiques.